# Upplands runinskrifter 490
Upplands runinskrifter 490 är en vikingatida runsten av granit i Olunda, Lagga socken och Knivsta kommun. 
Runstenens mått är 1,7 gånger 1,0 gånger 0,3 meter. Stenen står fastmurad i marken invid busshållplatsen Olunda Östra. Stenens framsida med runorna vetter mot nordväst. Runslingans höjd är 8-9 centimeter.
Informationen från Riksantikvarieämbetet förtäljer följande information: Den förste runforskaren, Johannes Bureus, undersökte den här runstenen den 23 augusti 1638. Den står med största sannolikhet på ursprunglig plats. Det är märkligt att den döde brodern och en av dem som ombesörjt resandet av den (stenen) har haft samma namn, Gerbjörn. En tänkbar förklaring kan vara att de var fosterbröder.
Ristningen är omsorgsfullt utförd. Skriftbandets längd är väl avpassad till texten. Runorna är jämnstora och står på lika avstånd från varandra.

## Inskriften
Translitterering av runraden:
kiʀbiarn × uk × ihfurbiarn × uk × uifastr × þiʀ × ristu stin × þina × iftiʀ × kiʀbiarn × bruþur sin × kuþ ialbi ans ot uk salu
Normalisering till runsvenska:
Gæiʀbiorn ok Iofurbiorn ok Vifastr þæiʀ ræistu stæin þenna æftiʀ Gæiʀbiorn, broður sinn. Guð hialpi hans and ok salu.
Översättning till nusvenska:
Gerbjörn och Jovurbjörn och Vifast de reste denna sten efter Gerbjörn sin broder, Gud hjälpe hans ande och själ.
Ovanligt, men inte exceptionellt, är att två bröder har samma namn, Gerbjörn. Ristningen hör till grupp "oornamenterade runstenar" och kan tillskrivas ristaren Gunnar. Ett kors av liknande form finns på de oornamenterade stenarna U 335, U 358, U 539, U 518; och även på U 586 och 587.